# Чипман (парафія, Нью-Брансвік)
Чипман (англ. Chipman) — парафія в Канаді, у провінції Нью-Брансвік, у складі графства Квінс.

## Населення
За даними перепису 2016 року, парафія нараховувала 913 осіб, показавши скорочення на 5,1%, порівняно з 2011-м роком. Середня густина населення становила 1,9 осіб/км².
З офіційних мов обидвома одночасно володіли 50 жителів, тільки англійською — 865. Усього 10 осіб вважали рідною мовою не одну з офіційних.
Працездатне населення становило 50,3% усього населення, рівень безробіття — 19,3% (23,3% серед чоловіків та 14,6% серед жінок). 83,1% осіб були найманими працівниками, а 10,8% — самозайнятими.
Середній дохід на особу становив $33 487 (медіана $26 859), при цьому для чоловіків — $38 939, а для жінок $28 340 (медіани — $35 200 та $21 664 відповідно).
39,8% мешканців мали закінчену шкільну освіту, не мали закінченої шкільної освіти — 23,5%, 36,1% мали післяшкільну освіту, з яких 15% мали диплом бакалавра, або вищий.
| Статево-вікова структура населення | Статево-вікова структура населення | Статево-вікова структура населення | Статево-вікова структура населення | Статево-вікова структура населення |
| ---------------------------------- | ---------------------------------- | ---------------------------------- | ---------------------------------- | ---------------------------------- |
|                                    |                                    |                                    |                                    |                                    |
| Всього                             | Всього                             | 50,8%49,2%                         |                                    |                                    |
| 0 — 14 років                       | 0 — 14 років                       |                                    | 9,3%                               | 9,3%                               |
| 15 — 64 років                      | 15 — 64 років                      |                                    | 62,8%                              | 62,8%                              |
| 65 і більше                        | 65 і більше                        |                                    | 27,9%                              | 27,9%                              |
| 85 і більше                        | 85 і більше                        |                                    | 2,7%                               | 2,7%                               |
| Середній вік (років)               | Середній вік (років)               | 49,750,7                           | 50,2                               | 50,2                               |
| Медіана (років)                    | Медіана (років)                    | 54,954,5                           | 54,6                               | 54,6                               |
| — чоловіки — жінки                 |                                    |                                    |                                    |                                    |

| Походження мешканців:     | Походження мешканців:     | Походження мешканців: | Походження мешканців: | Походження мешканців: |
| ------------------------- | ------------------------- | --------------------- | --------------------- | --------------------- |
| Походження                |                           |                       | осіб                  | %                     |
| Корінні американці        | Корінні американці        |                       | 60                    | 6.59%                 |
| Інше північноамериканське | Інше північноамериканське |                       | 455                   | 50%                   |
| Європейське               | Європейське               |                       | 670                   | 73.63%                |
| британське                | британське                |                       | 615                   | 67.58%                |
| французьке                | французьке                |                       | 115                   | 12.64%                |

| Зайнятість населення за галузями (за класифікацією NOC): | Зайнятість населення за галузями (за класифікацією NOC): | Зайнятість населення за галузями (за класифікацією NOC): | Зайнятість населення за галузями (за класифікацією NOC): | Зайнятість населення за галузями (за класифікацією NOC): |
| -------------------------------------------------------- | -------------------------------------------------------- | -------------------------------------------------------- | -------------------------------------------------------- | -------------------------------------------------------- |
|                                                          |                                                          |                                                          |                                                          |                                                          |
| Управління                                               | Управління                                               |                                                          | 10,3%                                                    | 10,3%                                                    |
| Бізнес, фінанси та адміністрування                       | Бізнес, фінанси та адміністрування                       |                                                          | 12,8%                                                    | 12,8%                                                    |
| Охорона здоров'я                                         | Охорона здоров'я                                         |                                                          | 7,7%                                                     | 7,7%                                                     |
| Освіта, правозахист, муніципальні та урядові служби      | Освіта, правозахист, муніципальні та урядові служби      |                                                          | 12,8%                                                    | 12,8%                                                    |
| Роздрібна торгівля та послуги                            | Роздрібна торгівля та послуги                            |                                                          | 19,2%                                                    | 19,2%                                                    |
| Гуртова торгівля, транспорт та обладнання                | Гуртова торгівля, транспорт та обладнання                |                                                          | 25,6%                                                    | 25,6%                                                    |
| Природні ресурси, сільське господарство                  | Природні ресурси, сільське господарство                  |                                                          | 6,4%                                                     | 6,4%                                                     |
| Виробництво                                              | Виробництво                                              |                                                          | 5,1%                                                     | 5,1%                                                     |

## Клімат
Середня річна температура становить 5°C, середня максимальна – 23,5°C, а середня мінімальна – -16,2°C. Середня річна кількість опадів – 1 091 мм.
| Клімат поселення                              | Клімат поселення | Клімат поселення | Клімат поселення | Клімат поселення | Клімат поселення | Клімат поселення | Клімат поселення | Клімат поселення | Клімат поселення | Клімат поселення | Клімат поселення | Клімат поселення | Клімат поселення |
| Показник                                      | Січ.             | Лют.             | Бер.             | Квіт.            | Трав.            | Черв.            | Лип.             | Серп.            | Вер.             | Жовт.            | Лист.            | Груд.            |                  |
| Середній максимум, °C                         | −3,65            | −1,87            | 3,43             | 9,63             | 16,21            | 21,59            | 23,52            | 22,38            | 17,64            | 11,72            | 5,57             | −1,9             |                  |
| Середня температура, °C                       | −9,9             | −8,13            | −2,83            | 3,38             | 9,94             | 15,33            | 19,09            | 17,94            | 13,20            | 7,28             | 1,13             | −6,34            |                  |
| Середній мінімум, °C                          | −16,16           | −14,38           | −9,08            | −2,88            | 3,69             | 9,08             | 14,64            | 13,50            | 8,76             | 2,85             | −3,3             | −10,77           |                  |
| Норма опадів, мм                              | 94               | 77               | 84               | 81               | 99               | 88               | 95               | 87               | 89               | 99               | 101              | 97               |                  |
| Середньомісячна швидкість вітру, м/с          | 3.40             | 3.40             | 3.60             | 3.60             | 3.29             | 2.80             | 2.60             | 2.40             | 2.68             | 3.00             | 3.20             | 3.40             |                  |
| Середньомісячна сонячна радіація, кДж/м²·день | 5311             | 8661             | 12390            | 15338            | 18174            | 20229            | 19931            | 17557            | 13141            | 8321             | 4935             | 4055             |                  |
| --------------------------------------------- | ---------------- | ---------------- | ---------------- | ---------------- | ---------------- | ---------------- | ---------------- | ---------------- | ---------------- | ---------------- | ---------------- | ---------------- | ---------------- |
| Джерело:                                      |                  |                  |                  |                  |                  |                  |                  |                  |                  |                  |                  |                  |                  |